# ارن‌خوت
ارن‌خوت (به زبان مغولی: ᠡᠷᠢᠶᠡᠡ ᠬᠣᠲᠠ، به لاتین: Eriyen qota، معادل سیریلیک: Эрээн хот)(به چینی: 二连浩特市، به پین‌یین: Èrliánhàotè Shì) یک شهر در چین است که در مغولستان داخلی واقع شده‌است. ارن‌خوت ۴٬۰۱۵٫۰۹ کیلومتر مربع مساحت و ۷۴٬۱۹۷ نفر جمعیت دارد و ۹۶۳ متر بالاتر از سطح دریا واقع شده‌است.

## خواهرخوانده
شهر اولان‌اوده خواهرخواندهٔ ارن‌خوت هست.